# Victrix sassanica
Victrix sassanica är en fjärilsart som beskrevs av Edward P. Wiltshire 1962. Victrix sassanica ingår i släktet Victrix och familjen nattflyn. Inga underarter finns listade i Catalogue of Life.